# Бокс на літніх Олімпійських іграх 1976
Змагання з боксу на літніх Олімпійських іграх 1976 проходили з 18 по 31 липня. Було розіграно 11 комплектів нагород. 

## Медалі

### Загальний залік
| Місце              | Країна      | Золото | Срібло | Бронза | Загалом |
| ------------------ | ----------- | ------ | ------ | ------ | ------- |
| 1                  | США         | 5      | 1      | 1      | 7       |
| 2                  | Куба        | 3      | 3      | 2      | 8       |
| 3                  | НДР         | 1      | 1      | 0      | 2       |
| 3                  | КНДР        | 1      | 1      | 0      | 2       |
| 5                  | Польща      | 1      | 0      | 4      | 5       |
| 6                  | Румунія     | 0      | 2      | 3      | 5       |
| 7                  | СРСР        | 0      | 1      | 4      | 5       |
| 8                  | Югославія   | 0      | 1      | 1      | 2       |
| 9                  | Венесуела   | 0      | 1      | 0      | 1       |
| 10                 | Пуерто-Рико | 0      | 0      | 1      | 1       |
| Тайланд            | 0           | 0      | 1      | 1      |         |
| Велика Британія    | 0           | 0      | 1      | 1      |         |
| Мексика            | 0           | 0      | 1      | 1      |         |
| Західна Німеччина  | 0           | 0      | 1      | 1      |         |
| Болівія            | 0           | 0      | 1      | 1      |         |
| Бермудські Острови | 0           | 0      | 1      | 1      |         |

### Медалісти
| Event                  | Золото                           | Срібло                            | Бронза                                 |
| ---------------------- | -------------------------------- | --------------------------------- | -------------------------------------- |
| До 48 кг докладніше    | Хорхе Ернандес · Куба (CUB)      | Лі Бьон Ук · Північна Корея (PRK) | Орландо Мальдонадо · Пуерто-Рико (PUR) |
| До 48 кг докладніше    | Хорхе Ернандес · Куба (CUB)      | Лі Бьон Ук · Північна Корея (PRK) | Паяо Пултарат · Таїланд (THA)          |
| До 51 кг докладніше    | Лео Рендольф · США (USA)         | Рамон Дувалон · Куба (CUB)        | Лешек Блажинський · Польща (POL)       |
| До 51 кг докладніше    | Лео Рендольф · США (USA)         | Рамон Дувалон · Куба (CUB)        | Давид Торосян · СРСР (URS)             |
| До 54 кг докладніше    | Ку Єн Джу · Північна Корея (PRK) | Чарльз Муні · США (USA)           | Патрік Кауделл · Велика Британія (GBR) |
| До 54 кг докладніше    | Ку Єн Джу · Північна Корея (PRK) | Чарльз Муні · США (USA)           | Віктор Рибаков · СРСР (URS)            |
| До 57 кг докладніше    | Анхель Еррера · Куба (CUB)       | Ріхард Новаковський · НДР (GDR)   | Лешек Коседовський · Польща (POL)      |
| До 57 кг докладніше    | Анхель Еррера · Куба (CUB)       | Ріхард Новаковський · НДР (GDR)   | Хуан Паредес · Мексика (MEX)           |
| До 60 кг докладніше    | Говард Девіс · США (USA)         | Симіон Куцов · Румунія (ROU)      | Аце Русевський · Югославія (YUG)       |
| До 60 кг докладніше    | Говард Девіс · США (USA)         | Симіон Куцов · Румунія (ROU)      | Василь Соломін · СРСР (URS)            |
| До 63,5 кг докладніше  | Шугар Рей Леонард · США (USA)    | Андрес Альдама · Куба (CUB)       | Владімір Колєв · Болгарія (BUL)        |
| До 63,5 кг докладніше  | Шугар Рей Леонард · США (USA)    | Андрес Альдама · Куба (CUB)       | Казімеж Щерба · Польща (POL)           |
| До 67 кг докладніше    | Йохен Бахфельд · НДР (GDR)       | Педро Гамарро · Венесуела (VEN)   | Райнгард Скрицек · ФРН (FRG)           |
| До 67 кг докладніше    | Йохен Бахфельд · НДР (GDR)       | Педро Гамарро · Венесуела (VEN)   | Віктор Зільберман · Румунія (ROU)      |
| До 71 кг докладніше    | Єжи Рибицький · Польща (POL)     | Тадія Качар · Югославія (YUG)     | Роландо Гарбей · Куба (CUB)            |
| До 71 кг докладніше    | Єжи Рибицький · Польща (POL)     | Тадія Качар · Югославія (YUG)     | Віктор Савченко · СРСР (URS)           |
| До 75 кг докладніше    | Майкл Спінкс · США (USA)         | Руфат Рискієв · СРСР (URS)        | Луїс Мартінес · Куба (CUB)             |
| До 75 кг докладніше    | Майкл Спінкс · США (USA)         | Руфат Рискієв · СРСР (URS)        | Алек Нестак · Румунія (ROU)            |
| До 81 кг докладніше    | Леон Спінкс · США (USA)          | Сіксто Сорія · Куба (CUB)         | Костіке Дафіною · Румунія (ROU)        |
| До 81 кг докладніше    | Леон Спінкс · США (USA)          | Сіксто Сорія · Куба (CUB)         | Януш Гортат · Польща (POL)             |
| Понад 81 кг докладніше | Теофіло Стівенсон · Куба (CUB)   | Мірча Шимон · Румунія (ROU)       | Кларенс Гілл · Бермуди (BER)           |
| Понад 81 кг докладніше | Теофіло Стівенсон · Куба (CUB)   | Мірча Шимон · Румунія (ROU)       | Джон Тейт · США (USA)                  |